# Aptostichus cabrillo
Aptostichus cabrillo es una especie de araña migalomorfa del género Aptostichus, familia Euctenizidae. Fue descrita científicamente por Bond en 2012.
Habita en los Estados Unidos y México. Se le dio el nombre en referencia al lugar de su hallazgo, el monumento Nacional Cabrillo.